# Collaea aschersoniana
Collaea aschersoniana är en ärtväxtart som först beskrevs av Paul Hermann Wilhelm Taubert, och fick sitt nu gällande namn av Arturo Erhardo Erardo Burkart. Collaea aschersoniana ingår i släktet Collaea, och familjen ärtväxter. Inga underarter finns listade i Catalogue of Life.